# Chrysosporium europae
Chrysosporium europae är en svampart som beskrevs av Sigler, Guarro & Punsola 1986. Chrysosporium europae ingår i släktet Chrysosporium och familjen Onygenaceae.   Inga underarter finns listade i Catalogue of Life.